# Sappada
Sappada é uma comuna italiana da região do Friuli-Venezia Giulia, província de Udine, com cerca de 1.355 habitantes. Estende-se por uma área de 62 km², tendo uma densidade populacional de 22 hab/km². Faz divisa com Forni Avoltri (UD), Prato Carnico (UD), Santo Stefano di Cadore (BL), Vigo di Cadore (BL).

## Demografia
| Variação demográfica do município entre 1861 e 2011                               |
|                                                                                   |
| Fonte: Istituto Nazionale di Statistica (ISTAT) - Elaboração gráfica da Wikipedia |